# Norwegian Heathen Society
Le Norwegian Heathen Society (en norvégien : Det norske Hedningsamfunn (DnH) ou Hedningsamfunnet) est une organisation non-partisane et irréligieuse qui a été créée en 1974 et dont l'objectif principal est de contrer l'influence de l'Église de Norvège et de la pensée chrétienne en Norvège.

## Valeurs de l'association
L'association signifie en français Société païenne de Norvège. Elle se définit elle-même comme un mouvement de libération humaniste et antireligieux. L'organisation plaide pour la liberté et, en cas de besoin, s’oppose aux influences des religions, et principalement à l'influence chrétienne et l'influence musulmane. 
Elle remet en cause la loi sur le blasphème (article 142 du Code Pénal norvégien), qui prévoit de punir tous ceux « qui insultent publiquement ou montre du mépris pour toute croyance religieuse ou doctrine ou culte d'une communauté religieuse légalement reconnue [en Norvège] ». En 1982, elle produit le dessin animé Jésus Kristus & Co., représentant Jésus de façon ironique, ce qui a déclenché une controverse considérable dans le pays. Des accusations ont été déposées par la branche féminine du Parti Démocrate-Chrétien, mais ont été plus tard abandonnées.
Une autre de ses actions a été le succès de la demande faite pour émettre depuis les toits d'Oslo le message « Dieu n'existe pas » après que le Conseil municipal d'Oslo ait accordé à une mosquée le droit de diffuser publiquement le Adhan (appel à la prière). L'association appelle également à la séparation des Églises et de l’État.